# MiniDV

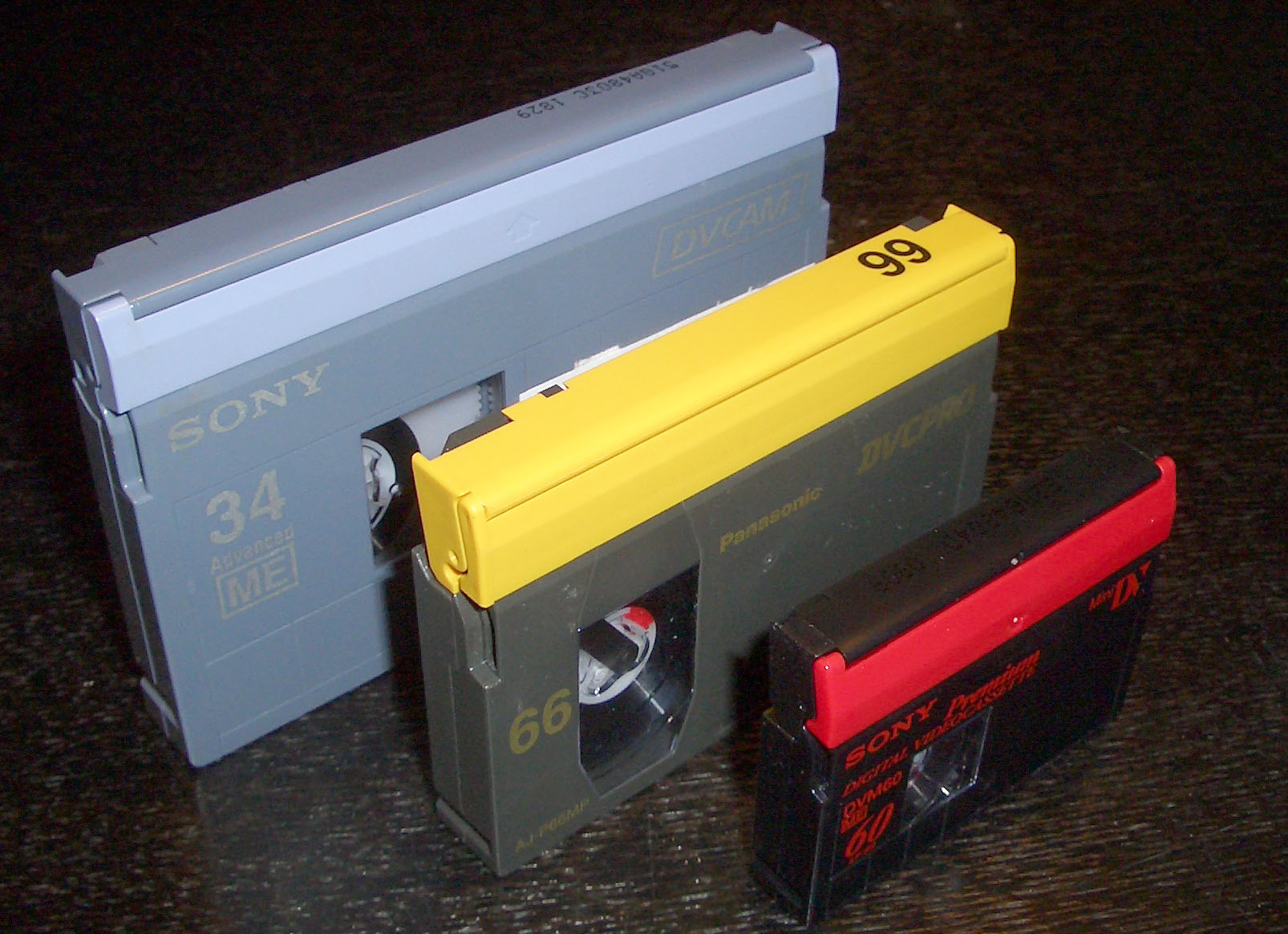
Le Mini DV est en noir et rouge

On désigne par MiniDV les petites cassettes (taille S) sur lesquels on enregistre de la vidéo numérique en format DV (Digital Video).

Ce format vidéo date de 1996 et permet d’enregistrer des vidéos sur des cassettes numériques avec une faible compression pour chaque image, ce qui facilite le transfert direct de la vidéo vers un ordinateur pour ensuite l’éditer. La vidéo numérique enregistrée est ensuite compressée grâce à la  méthode DCT avec un taux de 25 Mb par seconde.

## Medias d'enregistrement

### Cassettes magnétiques
Les cassettes DV existent en deux formats :

- Les cassettes DV (taille "L") mesurent approximativement 120 × 90 × 12 mm et peuvent contenir jusqu’à 4,6 heures de vidéo numérique (soit 6,9 heures en mode Long Play).

- Les cassettes MiniDV (taille "S") mesurent approximativement 65 × 48 × 12 mm et sont disponibles en versions 30 minutes (soit 45 min. en mode Long Play), 60 min. (90 min. en LP) et 80 min. (120 min. en LP).

Les enregistrements réalisés sur bande Mini DV sont en général réputés pour être fiable et leur durée de conservation est estimée à environ 20 ans (dans de bonnes conditions de stockage). De ce fait, le support bande est plus durable que les supports optiques type DVD ou les disques durs.